# American Idol (16.ª temporada)
A décima sexta temporada de American Idol (primeira temporada na ABC) estreou em 11 de março de 2018 na ABC. O apresentador Ryan Seacrest voltou a sua função de apresentador do reality, desde quando estreou na FOX, enquanto Luke Bryan, Katy Perry, e Lionel Richie são os novos jurados do programa.

## Antecedentes
No início de 2017, a Variety informou que a FremantleMedia estava em negociações para reviver o programa para a NBC ou para seu canal original, a FOX. Uma disputa entre a Fremantle e Core Media Group descarrilou os planos.
Em seguida, em maio de 2017 foi anunciado que a ABC estava fazendo uma proposta para reviver o programa. Mais tarde, a ABC anunciou que havia adquirido os direitos e que as temporadas de American Idol iria retornar em 2018. Em 6 de novembro de 2017, foi anunciado que a nova temporada iria estrear em 11 de março de 2018.
Em 16 de maio de 2017, Katy Perry foi a primeira jurada a ser divulgada pela ABC. Em 20 de julho de 2017, foi anunciado no Live with Kelly and Ryan, que Ryan Seacrest estaria retornando como apresentador para a nova temporada. Em 24 de setembro de 2017, Luke Bryan foi o segundo jurado a ser anunciado para a temporada. Em 29 de setembro de 2017, Lionel Richie foi o terceiro e último jurado a ser anunciado.

## Audições regionais
Em junho de 2017, foi anunciado que o American Idol iria começar dois passeios de ônibus em 19 cidades, mais tarde aumentou para 22, para a audição de 17 de agosto de 2017. Aqueles que passaram na sua primeira audição iriam na frente dos produtores, onde poderiam ser selecionados para aparecer perante os jurados nas seguintes cidades:
| Episódios     | Cidade                  | Data                      | Local                         |
| ------------- | ----------------------- | ------------------------- | ----------------------------- |
| 1, 2, 3, 4, 5 | Nova York, Nova York    | 3–4 de outubro de 2017    | Madison Square Garden         |
| 2, 4, 5       | Nova Orleans, Louisiana | 14 de outubro de 2017     | Mardi Gras World              |
| 1, 3, 4, 5    | Nashville, Tennessee    | 19–20 de outubro de 2017  | Country Music Hall of Fame    |
| 2, 3, 5       | Savannah, Geórgia       | 28–29 de outubro de 2017  | Kehoe Iron Works              |
| 1, 2, 3, 4, 5 | Los Angeles, Califórnia | 16–17 de novembro de 2017 | Hollywood and Highland Center |

Durante a transmissão ao vivo do American Music Awards 2017, os três competidores que não passaram na audição na frente dos jurados foi dada mais uma chance para o público votar neles. O vencedor do bilhete de ouro para Hollywood foi revelado na noite seguinte no Dancing with the Stars.

## Semana em Hollywood
A Semana em Hollywood foi ao ar em dois episódios em 26 de março e 1 de abril. Nele apresentou três rodadas: Linhas de 10, Rodada de Grupo e Rodada Solo. Na primeira rodada, cada participante canta individualmente e, depois de dez, eles se reúnem em fila. Aqueles que impressionaram os juízes estão avançando para a próxima rodada, onde os competidores se apresentam em grupos de quatro ou cinco, cantando juntos uma música.Os demais participantes que passaram nas rodadas do grupo realizam seus solos finais para avançar na Showcase Round.

## Showcase
A Showcase foi ao ar em 2 de abril, que apresentou os 50 melhores para os jurados e uma audiência ao vivo no Exchange LA, uma boate em Los Angeles. No dia seguinte, os juízes reduziram o número de competidores de 50 para 24 no julgamento final. Os 24 melhores competidores passam a fazer solos e duetos de celebridades.
A seguir, uma lista dos participantes que alcançaram o Top 24 e a música que apresentaram no Showcase:
Color key:
| Ordem | Participantes | Participantes             | Idade | Cidade                        | Cidade da Audição       | Música                         |
| ----- | ------------- | ------------------------- | ----- | ----------------------------- | ----------------------- | ------------------------------ |
| 1     |               | Layla Spring              | 16    | Marion County, Kentucky       | Nashville, Tennessee    | "Proud Mary"                   |
| 2     |               | Michael J. Woodard        | 20    | Philadelphia, Pennsylvania    | Los Angeles, California | "You Oughta Know"              |
| 3     |               | Gabby Barrett             | 17    | Pittsburgh, Pennsylvania      | New York City           | "Church Bells"                 |
| 4     |               | Michelle Sussett          | 22    | Miami, Florida                | Los Angeles, California | "24K Magic"                    |
| 5     |               | Dominique                 | 26    | Birmingham, Alabama           | New Orleans, Louisiana  | "Landslide"                    |
| 6     |               | Trevor McBane             | 22    | Savanna, Oklahoma             | New Orleans, Louisiana  | "Wake Me Up"                   |
| 7     |               | Maddie Poppe              | 20    | Clarksville, Iowa             | New York City           | "Me and Bobby McGee"           |
| 8     |               | Ron Bultongez             | 21    | Plano, Texas                  | New York City           | "All I Want"                   |
| 9     |               | Alyssa Raghu              | 16    | Orlando, Florida              | Los Angeles, California | "Every Breath You Take"        |
| 10    |               | Catie Turner              | 17    | Langhorne, Pennsylvania       | New York City           | "Bad Romance"                  |
| 11    |               | Jurnee                    | 18    | Denver, Colorado              | Savannah, Georgia       | "Never Enough"                 |
| 12    |               | Shannon O'Hara            | 17    | Mooresville, North Carolina   | Savannah, Georgia       | "Unconditionally"              |
| 13    |               | Kay Kay                   | 18    | Nashua, New Hampshire         | New York City           | "Brokenhearted"                |
| 14    |               | Amelia Hammer Harris      | 26    | Lexington, Kentucky           | Savannah, Georgia       | "Paint It Black"               |
| 15    |               | Brandon Diaz              | 21    | Ashburn, Virginia             | Los Angeles, California | "Let's Get It On"              |
| 16    |               | Adam Sanders (as Ada Vox) | 24    | San Antonio, Texas            | Savannah, Georgia       | "Creep"                        |
| 17    |               | Jonny Brenns              | 18    | St. Augustine, Florida        | Savannah, Georgia       | "Lay Me Down"                  |
| 18    |               | Mara Justine              | 15    | Galloway Township, New Jersey | New York City           | "Something's Got a Hold on Me" |
| 19    |               | Caleb Lee Hutchinson      | 18    | Dallas, Georgia               | Savannah, Georgia       | "I Was Wrong"                  |
| 20    |               | Garrett Jacobs            | 18    | Bossier City, Louisiana       | New Orleans, Louisiana  | "Knock on Wood"                |
| 21    |               | Cade Foehner              | 21    | Shelbyville, Texas            | Savannah, Georgia       | "No Good"                      |
| 22    |               | Effie Passero             | 26    | Modesto, California           | Los Angeles, California | "The Dance"                    |
| 23    |               | Marcio Donaldson          | 28    | Compton, California           | Los Angeles, California | "If You Really Love Me"        |
| 24    |               | Dennis Lorenzo            | 26    | Philadelphia, Pennsylvania    | New York City           | "A Song for You"               |

## Top 24
Os competidores do Top 24 foram divididos em dois grupos de doze. Performances do primeiro grupo foi exibida no dia 8 de abril e no segundo no dia 15 de abril. No dia seguinte das duas semanas, as apresentações do dueto de cada concorrente foram exibidas, assim como a seleção de sete participantes de cada grupo do Top 14. Os participantes se juntaram aos cantores famosos como seus parceiros de dueto. Os artistas fizeram dueto com o Top 24 incluem: Banners, Aloe Blacc, Bishop Briggs, Cam, Colbie Caillat, Luis Fonsi, Andy Grammer, Lea Michele, Patrick Monahan, Rachel Platten, Bebe Rexha, Sugarland e Allen Stone.
Legendas:

### Grupo 1
| Data de exibição | Ordem | Participantes      | Música                          | Dueto           | Resultado |
| ---------------- | ----- | ------------------ | ------------------------------- | --------------- | --------- |
| 08 de abril      | 1     | Dominique          | "Ain't Nobody"                  | —               | —         |
| 08 de abril      | 2     | Layla Spring       | "A Broken Wing"                 | —               | —         |
| 08 de abril      | 3     | Catie Turner       | "Call Me"                       | —               | —         |
| 08 de abril      | 4     | Dennis Lorenzo     | "Rude"                          | —               | —         |
| 08 de abril      | 5     | Michelle Sussett   | "If I Were a Boy"               | —               | —         |
| 08 de abril      | 6     | Michael J. Woodard | "Golden Slumbers"               | —               | —         |
| 08 de abril      | 7     | Trevor McBane      | "Way Down We Go"                | —               | —         |
| 08 de abril      | 8     | Jonny Brenns       | "Georgia"                       | —               | —         |
| 08 de abril      | 9     | Kay Kay            | "Love on the Brain"             | —               | —         |
| 08 de abril      | 10    | Brandon Diaz       | "Hello"                         | —               | —         |
| 08 de abril      | 11    | Gabby Barrett      | "My Church"                     | —               | —         |
| 08 de abril      | 12    | Cade Foehner       | "All Along the Watchtower"      | —               | —         |
|                  |       |                    |                                 |                 |           |
| 09 de abril      | 1     | Catie Turner       | "Good to Be Alive (Hallelujah)" | Andy Grammer    | Salvo     |
| 09 de abril      | 2     | Cade Foehner       | "Never Tear Us Apart"           | Bishop Briggs   | Salvo     |
| 09 de abril      | 3     | Layla Spring       | "Stuck Like Glue"               | Sugarland       | Eliminada |
| 09 de abril      | 4     | Dominique          | "Wake Me Up"                    | Aloe Blacc      | Eliminada |
| 09 de abril      | 5     | Brandon Diaz       | "Despacito"                     | Luis Fonsi      | Eliminado |
| 09 de abril      | 6     | Kay Kay            | "Drive By"                      | Patrick Monahan | Eliminada |
| 09 de abril      | 7     | Trevor McBane      | "River"                         | Bishop Briggs   | Eliminado |
| 09 de abril      | 8     | Michelle Sussett   | "I Can't Make You Love Me"      | Luis Fonsi      | Salvo     |
| 09 de abril      | 9     | Jonny Brenns       | "Back Home"                     | Andy Grammer    | Salvo     |
| 09 de abril      | 10    | Dennis Lorenzo     | "Unaware"                       | Allen Stone     | Salvo     |
| 09 de abril      | 11    | Michael J. Woodard | "Angel in Blue Jeans"           | Patrick Monahan | Salvo     |
| 09 de abril      | 12    | Gabby Barrett      | "Stay"                          | Sugarland       | Salvo     |

### Grupo 2
| Data de exibição | Ordem | Partcipantes         | Música              | Dueto          | Resultado |
| ---------------- | ----- | -------------------- | ------------------- | -------------- | --------- |
| 15 de abril      | 1     | Amelia Hammer Harris | "Believer"          | —              | —         |
| 15 de abril      | 2     | Garrett Jacobs       | "Treat You Better"  | —              | —         |
| 15 de abril      | 3     | Maddie Poppe         | "Brand New Key"     | —              | —         |
| 15 de abril      | 4     | Ada Vox              | "Feeling Good"      | —              | —         |
| 15 de abril      | 5     | Caleb Lee Hutchinson | "Die a Happy Man"   | —              | —         |
| 15 de abril      | 6     | Effie Passero        | "Barracuda"         | —              | —         |
| 15 de abril      | 7     | Alyssa Raghu         | "Stay"              | —              | —         |
| 15 de abril      | 8     | Marcio Donaldson     | "Inseparable"       | —              | —         |
| 15 de abril      | 9     | Mara Justine         | "Run to You"        | —              | —         |
| 15 de abril      | 10    | Jurnee               | "Flashlight"        | —              | —         |
| 15 de abril      | 11    | Shannon O'Hara       | "All I Ask"         | —              | —         |
| 15 de abril      | 12    | Ron Bultongez        | "Dancing On My Own" | —              | —         |
|                  |       |                      |                     |                |           |
| 16 de abril      | 1     | Caleb Lee Hutchinson | "Meant to Be"       | Bebe Rexha     | Salvo     |
| 16 de abril      | 2     | Ada Vox              | "Defying Gravity"   | Lea Michele    | Salvo     |
| 16 de abril      | 3     | Maddie Poppe         | "Bubbly"            | Colbie Caillat | Salvo     |
| 16 de abril      | 4     | Ron Bultongez        | "Someone to You"    | Banners        | Eliminado |
| 16 de abril      | 5     | Amelia Hammer Harris | "Me, Myself & I"    | Bebe Rexha     | Eliminada |
| 16 de abril      | 6     | Shannon O'Hara       | "Burning House"     | Cam            | Eliminada |
| 16 de abril      | 7     | Alyssa Raghu         | "Yellow"            | Banners        | Eliminada |
| 16 de abril      | 8     | Marcio Donaldson     | "What's Going On"   | Allen Stone    | Salvo     |
| 16 de abril      | 9     | Jurnee               | "Run to You"        | Lea Michele    | Salvo     |
| 16 de abril      | 10    | Garrett Jacobs       | "Lucky"             | Colbie Caillat | Salvo     |
| 16 de abril      | 11    | Mara Justine         | "Fight Song"        | Rachel Platten | Salvo     |
| 16 de abril      | 12    | Effie Passero        | "Diane"             | Cam            | Eliminado |

## Shows Ao Vivo
Legendas:

### Semana 1: Top 14 (22 e 23 de abril)
Os 14 melhores performances foi ao ar no dia 22 de abril, e no dia seguinte foi dado os resultados ao vivo.
Legendas:
| Data de exibição | Ordem | Participantes        | Músicas                              | Resultados         |  |
| ---------------- | ----- | -------------------- | ------------------------------------ | ------------------ |  |
| 22 de abril      | 1     | Caleb Lee Hutchinson | "Midnight Train to Memphis"          | Salvo              |  |
| 22 de abril      | 2     | Michelle Sussett     | "Friends"                            | Não Salvo          |  |
| 22 de abril      | 3     | Marcio Donaldson     | "It's a Miracle"                     | Não Salvo          |  |
| 22 de abril      | 4     | Mara Justine         | "This Is Me"                         | Não Salvo          |  |
| 22 de abril      | 5     | Garrett Jacobs       | "Raging Fire"                        | Não Salvo          |  |
| 22 de abril      | 6     | Ada Vox              | "The Show Must Go On"                | Não Salvo          |  |
| 22 de abril      | 7     | Catie Turner         | "Take Me to Church"                  | Salvo              |  |
| 22 de abril      | 8     | Cade Foehner         | "Black Magic Woman"                  | Salvo              |  |
| 22 de abril      | 9     | Dennis Lorenzo       | "In My Blood"                        | Não Salvo          |  |
| 22 de abril      | 10    | Maddie Poppe         | "Homeward Bound"                     | Salvo              |  |
| 22 de abril      | 11    | Jurnee               | "Bang Bang"                          | Não Salvo          |  |
| 22 de abril      | 12    | Jonny Brenns         | "This Is Gospel"                     | Não Salvo          |  |
| 22 de abril      | 13    | Michael J. Woodard   | "Titanium"                           | Salvo              |  |
| 22 de abril      | 14    | Gabby Barrett        | "The Climb"                          | Salvo              |  |
|                  |       |                      |                                      |                    |  |
| 23 de abril      | 1     | Maddie Poppe         | "Walk Like an Egyptian"              | Imune              |  |
| 23 de abril      | 2     | Michelle Sussett     | "I'm a Dreamer" (cação original)     | Salvo pelo jurados |  |
| 23 de abril      | 3     | Marcio Donaldson     | "Jealous"                            | Eliminado          |  |
| 23 de abril      | 4     | Cade Foehner         | "Bright Lights"                      | Imune              |  |
| 23 de abril      | 5     | Garrett Jacobs       | "Have You Ever Seen the Rain?"       | Eliminado          |  |
| 23 de abril      | 6     | Gabby Barrett        | "Little Red Wagon"                   | Imune              |  |
| 23 de abril      | 7     | Dennis Lorenzo       | "This Woman's Work"                  | Salvo pelo jurados |  |
| 23 de abril      | 8     | Jonny Brenns         | "Demons"                             | Eliminado          |  |
| 23 de abril      | 9     | Caleb Lee Hutchinson | "Gettin' You Home"                   | Imune              |  |
| 23 de abril      | 10    | Mara Justine         | "Love on the Brain"                  | Eliminada          |  |
| 23 de abril      | 11    | Jurnee               | "Never Enough"                       | Salvo pelo jurados |  |
| 23 de abril      | 12    | Michael J. Woodard   | "Believe In Yourself"                | Imune              |  |
| 23 de abril      | 13    | Catie Turner         | "Havana"                             | Imune              |  |
| 23 de abril      | 14    | Ada Vox              | "And I Am Telling You I'm Not Going" | Salvo pelo jurados |  |

### Semana 2: Top 10 – Noite da Disney (29 de abril)
O Top 10 cantou músicas da Disney no dia 29 de abril de 2018. Idina Menzel como mentora convidada.
| Ordem | Partcipantes         | Música                          | Resultado |
| ----- | -------------------- | ------------------------------- | --------- |
| 1     | Maddie Poppe         | "The Bare Necessities"          | Salvo     |
| 2     | Jurnee               | "How Far I'll Go"               | Salvo     |
| 3     | Cade Foehner         | "Kiss the Girl"                 | Salvo     |
| 4     | Ada Vox              | "Circle of Life"                | Eliminado |
| 5     | Michelle Sussett     | "Remember Me"                   | Eliminada |
| 6     | Gabby Barrett        | "Colors of the Wind"            | Salvo     |
| 7     | Michael J. Woodard   | "Beauty and the Beast"          | Salvo     |
| 8     | Caleb Lee Hutchinson | "You've Got a Friend in Me"     | Salvo     |
| 9     | Catie Turner         | "Once Upon a Dream"             | Salvo     |
| 10    | Dennis Lorenzo       | "Can You Feel the Love Tonight" | Eliminado |

| Ordem | Artista             | Música                      |
| ----- | ------------------- | --------------------------- |
| 1     | Katy Perry e Top 10 | "When You Wish Upon a Star" |

### Semana 3: Top 7 - Noite Prince / Ano de Nascimento (06 de Maio)
| Participantes        | Ordem | Música                             | Ordem | Música                    | Resultado |
| -------------------- | ----- | ---------------------------------- | ----- | ------------------------- | --------- |
| Jurnee               | 1     | "Kiss"                             | 11    | "Back at One"             | Eliminada |
| Gabby Barrett        | 10    | "How Come U Don’t Call Me Anymore" | 2     | "I Hope You Dance"        | Salvo     |
| Michael J. Woodard   | 3     | "I Would Die 4 U"                  | 8     | "My Heart Will Go On"     | Salvo     |
| Cade Foehner         | 9     | "Jungle Love"                      | 4     | "Who Will Save Your Soul" | Salvo     |
| Catie Turner         | 12    | "Manic Monday"                     | 5     | "Oops!... I Did It Again" | Eliminada |
| Caleb Lee Hutchinson | 14    | "When Doves Cry"                   | 6     | "Amazed"                  | Salvo     |
| Maddie Poppe         | 7     | "Nothing Compares 2 U"             | 13    | "If It Makes You Happy"   | Salvo     |

### Semana 4: Top 5 - Dedicações Carrie Underwood / Dia das Mães (13 de maio)
O Top 5 cantou músicas de Carrie Underwood e canções dedicadas a suas mães. Underwood serviu como mentor para a semana e se apresentou com os competidores.

### Semana 5: Final - Canção do vencedor / Dedicação na cidade natal (20 e 21 de maio)
| Contestant           | Order | Winner's Song       | Order | Música Reprisada                                       | Orderm | Hometown Dedication    | Resultado    |
| -------------------- | ----- | ------------------- | ----- | ------------------------------------------------------ | ------ | ---------------------- | ------------ |
| Caleb Lee Hutchinson | 1     | "Johnny Cash Heart" | 4     | "Don't Close Your Eyes"                                | 7      | "Folsom Prison Blues"  | Vice-campeão |
| Gabby Barrett        | 2     | "Rivers Deep"       | 5     | "Little Red Wagon"                                     | 8      | "Don't Stop Believin'" | 3ª Lugar     |
| Maddie Poppe         | 3     | "Going Going Gone"  | 6     | "Don't Ever Let Your Children Grow Up" (original song) | 9      | "Landslide"            | Vencedora    |

Performances
| Ordem | Performance                                        | Song                                                |
| ----- | -------------------------------------------------- | --------------------------------------------------- |
| 18.1  | Harper Grace                                       | "Yard Sale" (música original)                       |
| 18.2  | Jonny Brenns                                       | "Blue Jeans" (música original)                      |
| 18.3  | Michelle Sussett                                   | "I'm a Dreamer" (música original)                   |
| 18.4  | Catie Turner                                       | "21st Century Machine" (música original)            |
| 19.1  | Lionel Richie with the Top 10                      | "All Night Long (All Night)"                        |
| 19.2  | Nick Jonas and DJ Mustard                          | "Anywhere"                                          |
| 19.3  | Nick Jonas with Jurnee                             | "Jealous"                                           |
| 19.4  | Luke Bryan                                         | "Sunrise, Sunburn, Sunset"                          |
| 19.5  | Luke Bryan with Gabby Barrett                      | "Most People Are Good"                              |
| 19.6  | Gary Clark Jr. with Cade Foehner & Dennis Lorenzo  | "Bright Lights"                                     |
| 19.7  | Kermit the Frog with Maddie Poppe                  | "Rainbow Connection"                                |
| 19.8  | Darius Rucker with Caleb Lee Hutchinson            | "Wagon Wheel"                                       |
| 19.9  | Bebe Rexha with the Top 3                          | "Meant to Be"                                       |
| 19.10 | Layla Spring and her sister Dyxie with LeAnn Rimes | "Blue"                                              |
| 19.11 | Katy Perry with Catie Turner                       | "Part of Me"                                        |
| 19.12 | Yolanda Adams with Michael J. Woodard              | "What the World Needs Now Is Love"                  |
| 19.13 | Caleb Lee Hutchinson and Maddie Poppe              | "Somewhere Over the Rainbow/What a Wonderful World" |
| 19.14 | Patti LaBelle with Ada Vox                         | "Lady Marmalade"                                    |
| 19.15 | Maddie Poppe                                       | "Going Going Gone"                                  |

## Gráfico de eliminação
Color key:
| Mulheres | Homens | Top 24 | Não escolhido | Terceiro lugar | Segundo lugar | Vencedor |

| Não se apresentou | Voto do público | Salvo pelos jurados | Imune | Eliminado |

| Estágio: | Estágio:             | Top 24    | Top 24    | Shows ao vivo | Shows ao vivo | Shows ao vivo | Shows ao vivo | Shows ao vivo | Shows ao vivo  | Shows ao vivo |           |           |           |           |
| Estágio: | Estágio:             | Grupo 1   | Grupo 2   | Top 14        | Wildcard      | Top 10        | Top 7         | Top 5         | Final          | Final         |           |           |           |           |
| Data:    | Data:                | 9/4       | 16/4      | 22/4          | 23/4          | 29/4          | 6/5           | 13/5          | 21/5           |               |           |           |           |           |
|          |                      |           |           |               |               |               |               |               |                |               |           |           |           |           |
| Posição  | Concorrente          | Resultado | Resultado | Resultado     | Resultado     | Resultado     | Resultado     | Resultado     | Resultado      | Resultado     | Resultado | Resultado | Resultado | Resultado |
| 1        | Maddie Poppe         |           | Top 14    | Salva         | Imune         | Salva         | Salva         | Salva         | Vencedora      |               |           |           |           |           |
| 2        | Caleb Lee Hutchinson |           | Top 14    | Salvo         | Imune         | Salvo         | Salvo         | Salvo         | Segundo lugar  |               |           |           |           |           |
| 3        | Gabby Barrett        | Top 14    |           | Salva         | Imune         | Salva         | Salva         | Salva         | Terceiro lugar |               |           |           |           |           |
| 4–5      | Cade Foehner         | Top 14    |           | Salvo         | Imune         | Salvo         | Salvo         | Eliminado     |                |               |           |           |           |           |
| 4–5      | Michael J. Woodard   | Top 14    |           | Salvo         | Imune         | Salvo         | Salvo         | Eliminado     |                |               |           |           |           |           |
| 6–7      | Jurnee               |           | Top 14    | Não escolhida | Salva         | Salva         | Eliminada     |               |                |               |           |           |           |           |
| 6–7      | Catie Turner         | Top 14    |           | Salva         | Imune         | Salva         | Eliminada     |               |                |               |           |           |           |           |
| 8–10     | Dennis Lorenzo       | Top 14    |           | Não escolhido | Salvo         | Eliminado     |               |               |                |               |           |           |           |           |
| 8–10     | Michelle Sussett     | Top 14    |           | Não escolhida | Salva         | Eliminada     |               |               |                |               |           |           |           |           |
| 8–10     | Ada Vox              |           | Top 14    | Não escolhido | Salvo         | Eliminado     |               |               |                |               |           |           |           |           |
| 11–14    | Jonny Brenns         | Top 14    |           | Não escolhido | Eliminado     |               |               |               |                |               |           |           |           |           |
| 11–14    | Marcio Donaldson     |           | Top 14    | Não escolhido | Eliminado     |               |               |               |                |               |           |           |           |           |
| 11–14    | Garrett Jacobs       |           | Top 14    | Não escolhido | Eliminado     |               |               |               |                |               |           |           |           |           |
| 11–14    | Mara Justine         |           | Top 14    | Não escolhida | Eliminada     |               |               |               |                |               |           |           |           |           |
| 15–24    | Ron Bultongez        |           | Eliminado |               |               |               |               |               |                |               |           |           |           |           |
| 15–24    | Amelia Hammer Harris |           | Eliminada |               |               |               |               |               |                |               |           |           |           |           |
| 15–24    | Shannon O'Hara       |           | Eliminada |               |               |               |               |               |                |               |           |           |           |           |
| 15–24    | Effie Passero        |           | Eliminada |               |               |               |               |               |                |               |           |           |           |           |
| 15–24    | Alyssa Raghu         |           | Eliminada |               |               |               |               |               |                |               |           |           |           |           |
| 15–24    | Kay Kay Alexis       | Eliminada |           |               |               |               |               |               |                |               |           |           |           |           |
| 15–24    | Brandon Diaz         | Eliminado |           |               |               |               |               |               |                |               |           |           |           |           |
| 15–24    | Trevor McBane        | Eliminado |           |               |               |               |               |               |                |               |           |           |           |           |
| 15–24    | Dominique Posey      | Eliminado |           |               |               |               |               |               |                |               |           |           |           |           |
| 15–24    | Layla Spring         | Eliminada |           |               |               |               |               |               |                |               |           |           |           |           |